# Cape Vincent (Nowy Jork)
Cape Vincent – miasto w Stanach Zjednoczonych, w stanie Nowy Jork, w hrabstwie Jefferson.